# تاترا تی۸۷
تاترا تی۸۷ (Tatra T۸۷) خودرویی است که در سال‌های ۱۹۳۶ تا ۱۹۵۰۳،۰۵۶ produced در موراوی و چکسلواکی تولید شده‌است. طراحی آن خودروهای موتور عقب-محور عقب بوده طول آن در حالت طبیعی ۴٬۷۴۰ میلیمتر (۱۸۶٫۶ اینچ) و عرض آن در حالت طبیعی ۱٬۶۷۰ میلیمتر (۶۵٫۷ اینچ) است.
موتور آن ۲۹۶۹ سی‌سی سیستم جعبه‌دندهٔ آن ۴ دنده به صورت دستی است.